# الی مدیروس
الی مدیروس (به انگلیسی: Elli Medeiros) (زاده ۱۹۵۶) خواننده، بازیگر اهل اروگوئه است.
از فیلم‌های معروف او می‌توان به بازی در فیلم مؤسسه زیبایی ونوس و جزیره اشاره کرد.